# Kelloggella
Kelloggella is een geslacht van straalvinnige vissen uit de familie van grondels (Gobiidae). Het geslacht is voor het eerst wetenschappelijk beschreven in 1905 door Jordan & Seale.

## Soorten
- Kelloggella cardinalis Jordan & Seale, 1906
- Kelloggella disalvoi Randall, 2009
- Kelloggella oligolepis (Jenkins, 1903)
- Kelloggella quindecimfasciata (Fowler, 1946)
- Kelloggella tricuspidata (Herre, 1935)